# Aitos (Balibo)
Aitos ist ein Ort im osttimoresischen Suco Balibo Vila (Verwaltungsamt Balibo, Gemeinde Bobonaro). Er liegt in einer Meereshöhe von 522 m im Nordosten der Aldeia Amandato. Der Ort befindet sich an einer Straße, die von Balibo, dem Hauptort des Verwaltungsamtes, nach Osten in die Gemeindehauptstadt Maliana führt. Der südwestliche Nachbarort an der Straße ist Beain, nordöstlich liegt die Siedlung Fatunisin. Nach Osten zweigt eine Straße nach Builekun ab.